# Golden Globe Awards 2014

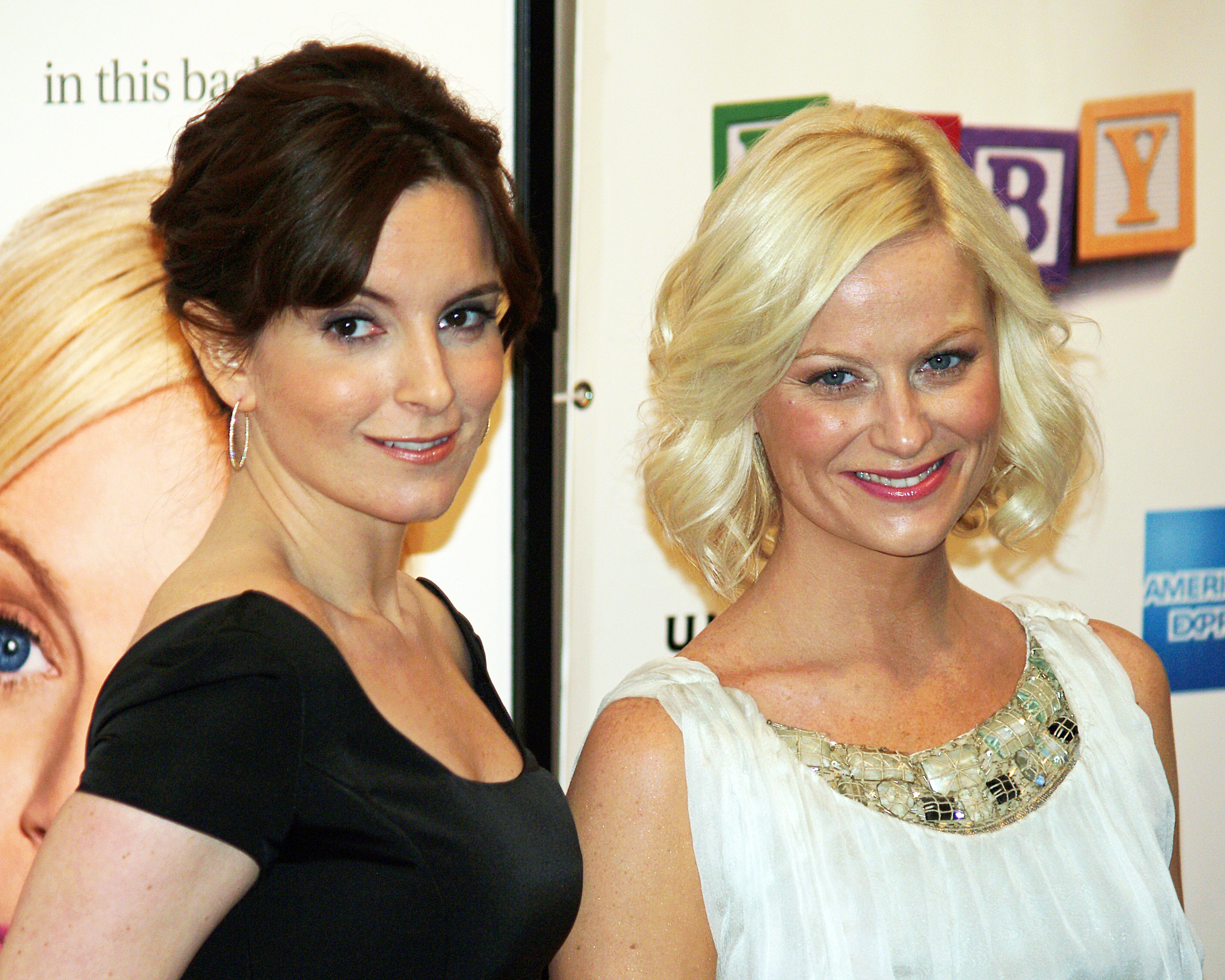
Tina Fey (links) und Amy Poehler, Gastgeberinnen der 71. Golden Globe Awards

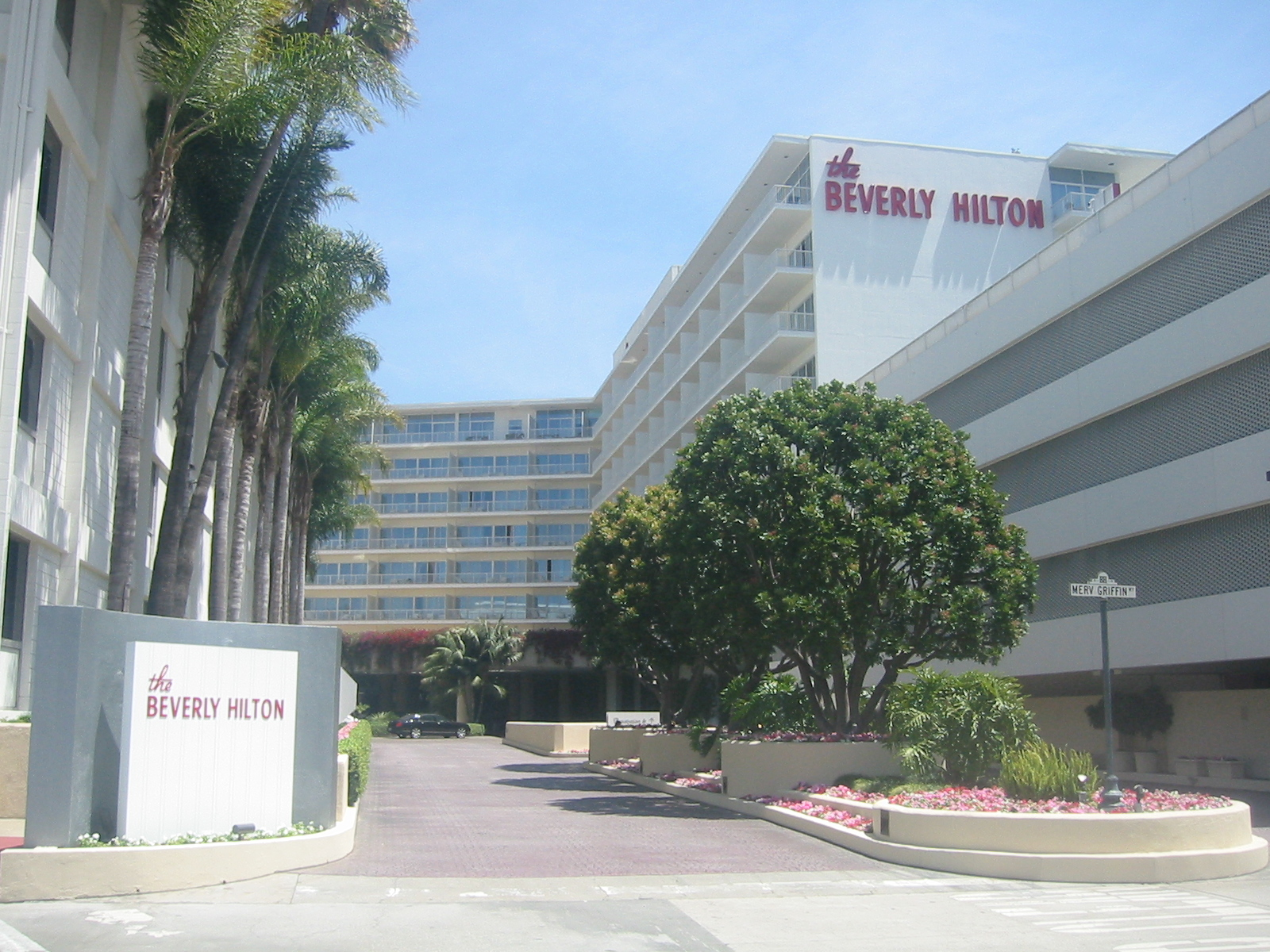
Das Beverly Hilton Hotel, Veranstaltungsort der Golden-Globe-Verleihung 2014

Die 71. Verleihung der Golden Globe Awards (englisch 71st Golden Globe Awards) fand am 12. Januar 2014 im Beverly Hilton Hotel in Beverly Hills statt. Die Mitglieder der Hollywood Foreign Press Association (HFPA) stimmten über die besten amerikanischen und ausländischen Film- und Fernsehproduktionen sowie Künstler des Vorjahres ab, die im Rahmen eines Galadiners geehrt wurden. Die Preisverleihung wurde live vom amerikanischen Fernsehsender NBC ausgestrahlt.
In der Sparte Film war die Komödie American Hustle mit drei Auszeichnungen (Bester Film – Komödie/Musical, Beste Hauptdarstellerin – Komödie/Musical, Beste Nebendarstellerin) am erfolgreichsten. In der Sparte Fernsehen waren mit je zwei Golden Globes die Serien Breaking Bad, Brooklyn Nine-Nine sowie der Fernsehfilm Liberace – Zu viel des Guten ist wundervoll siegreich.
Wie bereits im Vorjahr moderierten die früheren Komikerinnen von Saturday Night Live und Schauspielerinnen Tina Fey (30 Rock) und Amy Poehler (Parks and Recreation) die 71. Golden-Globe-Verleihung.

## Preisträger und Nominierte im Bereich Film
| Film                                 | N | A |
| ------------------------------------ | - | - |
| American Hustle                      | 7 | 3 |
| 12 Years a Slave                     | 7 | 1 |
| Nebraska                             | 5 | 0 |
| Gravity                              | 4 | 1 |
| Captain Phillips                     | 4 | 0 |
| Dallas Buyers Club                   | 2 | 2 |
| Her                                  | 3 | 1 |
| Mandela – Der lange Weg zur Freiheit | 3 | 1 |
| Inside Llewyn Davis                  | 3 | 0 |
| Philomena                            | 3 | 0 |
| Blue Jasmine                         | 2 | 1 |
| Die Eiskönigin – Völlig unverfroren  | 2 | 1 |
| The Wolf of Wall Street              | 2 | 1 |
| Im August in Osage County            | 2 | 0 |
| Rush – Alles für den Sieg            | 2 | 0 |

### Bester Film – Drama
präsentiert von Johnny Depp
12 Years a Slave – Regie: Steve McQueen
- Captain Phillips – Regie: Paul Greengrass
- Gravity – Regie: Alfonso Cuarón
- Philomena – Regie: Stephen Frears
- Rush – Alles für den Sieg (Rush) – Regie: Ron Howard

### Bester Film – Komödie/Musical
präsentiert von Drew Barrymore
American Hustle – Regie: David O. Russell
- Her – Regie: Spike Jonze
- Inside Llewyn Davis – Regie: Joel und Ethan Coen
- Nebraska – Regie: Alexander Payne
- The Wolf of Wall Street – Regie: Martin Scorsese

### Beste Regie
präsentiert von Ben Affleck
Alfonso Cuarón – Gravity
- Paul Greengrass – Captain Phillips
- Steve McQueen – 12 Years a Slave
- Alexander Payne – Nebraska
- David O. Russell – American Hustle

### Bester Hauptdarsteller – Drama
präsentiert von Jessica Chastain
Matthew McConaughey – Dallas Buyers Club
- Chiwetel Ejiofor – 12 Years a Slave
- Idris Elba – Mandela – Der lange Weg zur Freiheit (Mandela: Long Walk to Freedom)
- Tom Hanks – Captain Phillips
- Robert Redford – All Is Lost

### Beste Hauptdarstellerin – Drama
präsentiert von Leonardo DiCaprio
Cate Blanchett – Blue Jasmine
- Sandra Bullock – Gravity
- Judi Dench – Philomena
- Emma Thompson – Saving Mr. Banks
- Kate Winslet – Labor Day

### Bester Hauptdarsteller – Komödie/Musical
präsentiert von Jennifer Lawrence
Leonardo DiCaprio – The Wolf of Wall Street
- Christian Bale – American Hustle
- Bruce Dern – Nebraska
- Oscar Isaac – Inside Llewyn Davis
- Joaquín Phoenix – Her

### Beste Hauptdarstellerin – Komödie/Musical
präsentiert von Robert Downey Jr.
Amy Adams – American Hustle
- Julie Delpy – Before Midnight
- Greta Gerwig – Frances Ha
- Julia Louis-Dreyfus – Genug gesagt (Enough Said)
- Meryl Streep – Im August in Osage County (August: Osage County)

### Bester Nebendarsteller
präsentiert von Christoph Waltz
Jared Leto – Dallas Buyers Club
- Barkhad Abdi – Captain Phillips
- Daniel Brühl – Rush – Alles für den Sieg (Rush)
- Bradley Cooper – American Hustle
- Michael Fassbender – 12 Years a Slave

### Beste Nebendarstellerin
präsentiert von Sandra Bullock und Tom Hanks
Jennifer Lawrence – American Hustle
- Sally Hawkins – Blue Jasmine
- Lupita Nyong’o – 12 Years a Slave
- Julia Roberts – Im August in Osage County (August: Osage County)
- June Squibb – Nebraska

### Bestes Drehbuch
präsentiert von Emma Thompson
Spike Jonze – Her
- Steve Coogan, Jeff Pope – Philomena
- Bob Nelson – Nebraska
- John Ridley – 12 Years a Slave
- David O. Russell, Eric Warren Singer – American Hustle

### Beste Filmmusik
präsentiert von Kate Beckinsale, Sean Combs und Usher
Alex Ebert – All Is Lost
- Alex Heffes – Mandela – Der lange Weg zur Freiheit (Mandela: Long Walk to Freedom)
- Steven Price – Gravity
- John Williams – Die Bücherdiebin (The Book Thief)
- Hans Zimmer – 12 Years a Slave

### Bester Filmsong
präsentiert von Kate Beckinsale, Sean Combs und Usher
„Ordinary Love“ aus Mandela – Der lange Weg zur Freiheit (Mandela: Long Walk to Freedom) – Bono, Brian Burton, Adam Clayton, The Edge, Larry Mullen junior
„Atlas“ aus Die Tribute von Panem – Catching Fire (The Hunger Games: Catching Fire) – Guy Berryman, Jonny Buckland, Will Champion, Chris Martin
„Let It Go“ aus Die Eiskönigin – Völlig unverfroren (Frozen) – Kristen Anderson-Lopez, Robert Lopez
„Please Mr. Kennedy“ aus Inside Llewyn Davis – T-Bone Burnett, Ethan Coen, Joel Coen, George Cromarty, Ed Rush, Justin Timberlake
„Sweeter Than Fiction“ aus One Chance – Einmal im Leben (One Chance) – Jack Antonoff, Taylor Swift

### Bester Animationsfilm
präsentiert von Emma Watson und Chris Pine
Die Eiskönigin – Völlig unverfroren (Frozen) – Regie: Chris Buck, Jennifer Lee
- Die Croods (The Croods) – Regie: Kirk DeMicco, Chris Sanders
- Ich – Einfach unverbesserlich 2 (Despicable Me 2) – Regie: Pierre Coffin, Chris Renaud

### Bester fremdsprachiger Film
präsentiert von Zoë Saldaña und Orlando Bloom
La Grande Bellezza – Die große Schönheit (La grande bellezza), Italien – Regie: Paolo Sorrentino
- Blau ist eine warme Farbe (La vie d’Adèle – chapitres 1&2), Frankreich – Regie: Abdellatif Kechiche
- Die Jagd (Jagten), Dänemark – Regie: Thomas Vinterberg
- Le passé – Das Vergangene (Le passé), Iran – Regie: Asghar Farhadi
- Wie der Wind sich hebt (風立ちぬ), Japan – Regie: Hayao Miyazaki

## Preisträger und Nominierte im Bereich Fernsehen
| Film                                        | N | A |
| ------------------------------------------- | - | - |
| Liberace – Zu viel des Guten ist wundervoll | 4 | 2 |
| House of Cards                              | 4 | 1 |
| Breaking Bad                                | 3 | 2 |
| Dancing on the Edge                         | 3 | 1 |
| Good Wife                                   | 3 | 0 |
| The White Queen                             | 3 | 0 |
| Brooklyn Nine-Nine                          | 2 | 2 |
| Parks and Recreation                        | 2 | 1 |
| Ray Donovan                                 | 2 | 1 |
| Top of the Lake                             | 2 | 1 |
| American Horror Story                       | 2 | 0 |
| Der Fall Phil Spector                       | 2 | 0 |
| Girls                                       | 2 | 0 |
| Modern Family                               | 2 | 0 |
| The Big Bang Theory                         | 2 | 0 |

### Beste Fernsehserie – Drama
präsentiert von Aaron Eckhart und Paula Patton
Breaking Bad
- Downton Abbey
- Good Wife (The Good Wife)
- House of Cards
- Masters of Sex

### Beste Fernsehserie – Komödie/Musical
präsentiert von Uma Thurman und Chris Evans
Brooklyn Nine-Nine
- The Big Bang Theory
- Girls
- Modern Family
- Parks and Recreation

### Beste Mini-Serie oder Fernsehfilm
präsentiert von Naomi Watts und Mark Ruffalo
Liberace – Zu viel des Guten ist wundervoll (Behind the Candelabra)
- American Horror Story
- Dancing on the Edge
- Top of the Lake
- The White Queen

### Bester Darsteller in einer Fernsehserie – Drama
präsentiert von Aaron Eckhart und Paula Patton
Bryan Cranston – Breaking Bad
- Liev Schreiber – Ray Donovan
- Michael Sheen – Masters of Sex
- Kevin Spacey – House of Cards
- James Spader – The Blacklist

### Beste Darstellerin in einer Fernsehserie – Drama
präsentiert von Kyra Sedgwick und Kevin Bacon
Robin Wright – House of Cards
- Julianna Margulies – Good Wife (The Good Wife)
- Tatiana Maslany – Orphan Black
- Taylor Schilling – Orange Is the New Black
- Kerry Washington – Scandal

### Bester Darsteller in einer Fernsehserie – Komödie/Musical
präsentiert von Julie Bowen und Seth Meyers
Andy Samberg – Brooklyn Nine-Nine
- Jason Bateman – Arrested Development
- Don Cheadle – House of Lies
- Michael J. Fox – The Michael J. Fox Show
- Jim Parsons – The Big Bang Theory

### Beste Darstellerin in einer Fernsehserie – Komödie/Musical
präsentiert von Emilia Clarke und Chris O’Donnell
Amy Poehler – Parks and Recreation
- Zooey Deschanel – New Girl
- Lena Dunham – Girls
- Edie Falco – Nurse Jackie
- Julia Louis-Dreyfus – Veep – Die Vizepräsidentin (Veep)

### Bester Darsteller in einer Miniserie oder einem Fernsehfilm
präsentiert von Melissa McCarthy und Jimmy Fallon
Michael Douglas – Liberace – Zu viel des Guten ist wundervoll (Behind the Candelabra)
- Matt Damon – Liberace – Zu viel des Guten ist wundervoll (Behind the Candelabra)
- Chiwetel Ejiofor – Dancing on the Edge
- Idris Elba – Luther
- Al Pacino – Der Fall Phil Spector (Phil Spector)

### Beste Darstellerin in einer Miniserie oder einem Fernsehfilm
präsentiert von Naomi Watts und Mark Ruffalo
Elisabeth Moss – Top of the Lake
- Helena Bonham Carter – Burton and Taylor
- Rebecca Ferguson – The White Queen
- Jessica Lange – American Horror Story
- Helen Mirren – Der Fall Phil Spector (Phil Spector)

### Bester Nebendarsteller – Serie, Mini-Serie oder Fernsehfilm
präsentiert von Amber Heard, Taylor Kinney und Jesse Spencer
Jon Voight – Ray Donovan
- Josh Charles – Good Wife (The Good Wife)
- Rob Lowe – Liberace – Zu viel des Guten ist wundervoll (Behind the Candelabra)
- Aaron Paul – Breaking Bad
- Corey Stoll – House of Cards

### Beste Nebendarstellerin – Serie, Mini-Serie oder Fernsehfilm
präsentiert von Channing Tatum und Mila Kunis
Jacqueline Bisset – Dancing on the Edge
- Janet McTeer – The White Queen
- Hayden Panettiere – Nashville
- Monica Potter – Parenthood
- Sofía Vergara – Modern Family

## Lebenswerk/Cecil B. DeMille Award
präsentiert von Emma Stone, Entgegennahme durch Diane Keaton
Woody Allen

## Miss Golden Globe
präsentiert von Kyra Sedgwick und Kevin Bacon
Sosie Bacon (Tochter von Kyra Sedgwick und Kevin Bacon)